# Овцын, Иван Тихонович
Все даты в статье приведены по старому стилю
Иван Тихонович Овцын (ок. 1740 — 1798)  — русский флотоводец, контр-адмирал (1798), участник Чесменского сражения. Основная часть службы Овцына пришлась на время правления Екатерины Великой и эпоху расцвета русского парусного флота, однако, его собственная карьера была далеко не блестящей. Овцын обвинялся в злоупотреблениях, понижался в должности, попадал в плен, и, в конечном итоге, в мирное время в бурю пошёл ко дну вместе со всем кораблём.

## Биография
Из дворянского рода Овцыных, родственник полярного исследователя. В 1753 году поступил кадетом в Морской кадетский корпус, в 1757 году был произведён в гардемарины, а в 1758 году — в мичманы. В период с 1755 по 1762 год совершил ряд плаваний по Балтийскому морю. В 1765 году был произведён в лейтенанты. 
Отправившись в 1769 году из Кронштадта в Средиземное море в рамках Первой Архипелагской экспедиции, Овцын в 1770 году принял под своё командование фрегат «Почтальон», находившийся в Архипелаге, во главе которого принимал участие в Чесменском сражении. 12-го марта 1771 года Овцын был произведен в капитан-лейтенанты и вскоре назначен командиром фрегата «Санторино». Принимал участие в атаке на Метелино. Однако, спустя некоторое время фрегат «Санторино» потерпел крушение а его командир вместе со всей командой был взят в плен турками и отправлен в Константинополь. В 1773 году был освобождён из плена, и, прослужив ещё некоторое время в Архипелаге на русской эскадре,  в 1775 году на фрегате «Победа» прибыл в Ревель. 
В следующем году Овцын был командирован на реку Днепр, причём ему поручено было произвести промеры от верховья реки до Киева, осмотреть находящиеся на берегах леса, а также произвести какие-то строительные работы на Днепровском лимане. По всей вероятности, с этими поручениями Овцын справился хорошо, так как в 1777 году был произведён в капитаны 2-го ранга. 
В феврале 1778 года Овцын возвратился в Санкт-Петербург и получил в свое командование линейный корабль «Святой Николай». В 1780 году Овцын был назначен начальником Херсонского порта (сменив в этой должности генерал-поручика И. А. Ганнибала) и в том же году был произведен в капитаны 1-го ранга. Должность главного командира Херсонского порта Овцын, по всей вероятности, исполнял нерадиво. По крайней мере, назначенный в 1783 году в Херсон вице-адмирал Ф. А. Клокачев в одном из своих рапортов князю Потёмкину писал, что он еще нигде не встречал таких беспорядков, упущений и злоупотреблений, какие нашел теперь в Херсонском порту. Вследствие этого рапорта И. Т. Овцын 21-го июня 1783 года был уволен от должности командира Херсонского порта, и в течение нескольких лет командовал разными судами, что по тем временам представляло собой понижение в должности. 
В 1789 году Овцын был назначен флаг-капитаном в эскадру Ф. Ф. Ушакова (в то время — ещё контр-адмирала). В апреле 1790 года Овцын был назначен капитаном над Николаевским портом и начальником школы штурманов. В том же году он был произведен в капитаны бригадирского ранга, а спустя семь лет, 2-го января 1798 года — в контр-адмиралы. 
Крейсируя по Черному морю на фрегате «Царь Константин», Овцын был застигнут сильной бурей и утонул 14-го октября того же года у устьев Дуная, почти со всем экипажем, при крушении фрегата. 
Похоронен на острове Федонисия (остров Змеиный). Могила не сохранилась.